# بوتيش
بوتيش هو فيلم من نوع كوميديا أُصدر في 2010. الفيلم من توزيع بيم للتوزيع ‏، وهو من إخراج فرانسوا أوزون، أما السيناريو فكان من كتابة فرانسوا أوزون وPierre Barillet ‏ وJean-Pierre Gredy ‏.

## القصة
تقع أحداث الفيلم في فرنسا.

## طاقم التمثيل
- كاترين دينوف
- جيرارد ديبارديو
- جوديث جودريش
- كارين فيلار
- ايلودي فريج [الإنجليزية]‏
- برونو لوشيت
- ايفيليان داندري  [لغات أخرى]‏
- سيرجي لوبيز
- فابريس لوشيني
- جيريمي رينييه

## الإنتاج
موسيقى الفيلم التصويرية كانت من تأليف Philippe Rombi ‏.

## وصلات خارجية
- بوتيش على موقع IMDb (الإنجليزية)
- بوتيش على موقع ميتاكريتيك (الإنجليزية)
- بوتيش على موقع روتن توميتوز (الإنجليزية)
- بوتيش على موقع نتفليكس (الإنجليزية)
- بوتيش على موقع ألو سيني (الفرنسية)
- بوتيش على موقع Turner Classic Movies (الإنجليزية)
- بوتيش على موقع أول موفي (الإنجليزية)
- بوتيش على موقع بوكس أوفيس موجو (الإنجليزية)
- بوتيش على موقع فيلمافينيتي (الإسبانية)
- بوتيش على موقع قاعدة بيانات الأفلام السويدية (السويدية)